# Sebastiaan van Bavel

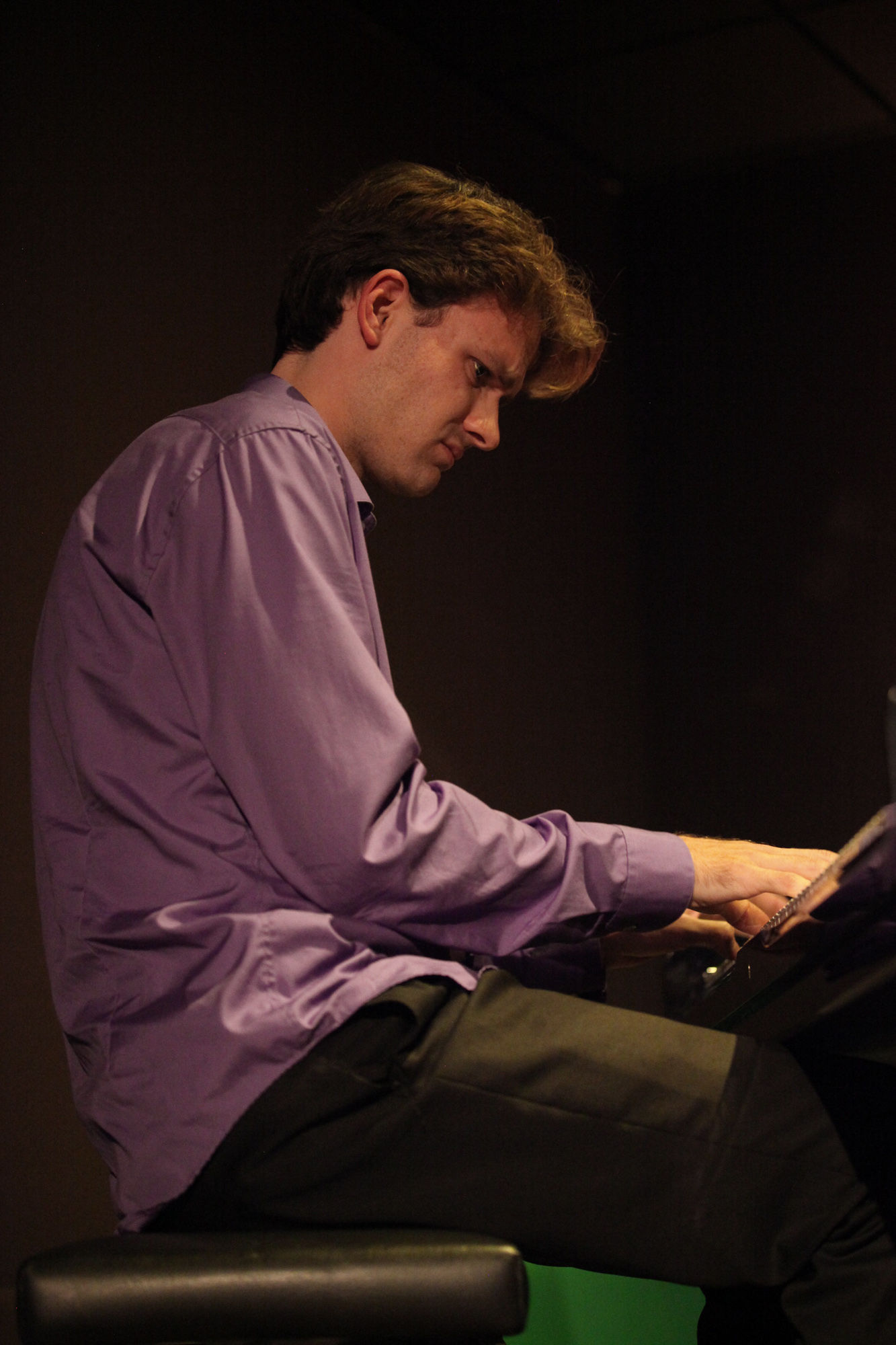
Sebastiaan van Bavel

Sebastiaan van Bavel (Rotterdam, 31 maart 1992) is een Nederlands jazzpianist en componist. In zijn muziek combineert hij de jazztraditie met improvisatie en elementen uit de westerse en Indiase klassieke muziek. Hij treedt voornamelijk op met zijn Sebastiaan van Bavel Trio, verder bestaande uit bassist Alessandro Fongaro en drummer Jimmi Hueting.

## Biografie
Sebastiaan van Bavel won in 2008 het Prinses Christina Concours in de categorie Jazz. Drie jaar later won hij het concours in de categorie Klassiek.
In 2014 bracht het Sebastiaan van Bavel Trio debuutalbum As The Journey Begins uit waarvoor ze een Edison ontvingen. De tour die volgde omvatte onder andere een optreden met het Metropole Orkest tijdens het Edisons-gala en een show op het North Sea Jazz Festival. Twee jaar later volgt het nieuwe album Cosmic Dance, waarvoor het trio wordt uitgebreid met saxofonist Jasper Blom en zangeres Vera Naus. Teksten van de Indiase poëet Sri Aurobindo vormen de basis voor de composities op Cosmic Dance. Sebastiaan maakt bij het componeren gebruik van structuren uit de westerse klassieke muziek en van melodische en ritmische concepten uit de Indiase klassieke muziek. In combinatie met de poëzie draagt dit bij aan een grote muzikale gebondenheid. Doordat de jazztraditie echter te allen tijde prevaleert, levert dit anderzijds een enorme vrijheid op voor het kwintet. In 2018 wordt Sebastiaan samen met Kika Sprangers door de programmeurs van de belangrijkste Nederlandse jazzpodia uitgeroepen tot Young VIP: een van de veelbelovendste jazzmusici van dat moment.

## Prijzen
In 2008 en 2011 won Sebastiaan het Prinses Christina Concours, in 2012 de Dordtse Jazz Competitie. Voor debuutalbum As The Journey Begins kreeg het trio de Edison Jazz Nationaal voor het beste Nederlandse jazzalbum van 2014. In 2015 werd Sebastiaan onderscheiden met de Conservatorium Talent Award, in hetzelfde jaar werd hij voor de Zilveren Notenkraker genomineerd.

## Discografie
| Album                 | Jaar | Opmerking                                               |
| --------------------- | ---- | ------------------------------------------------------- |
| As The Journey Begins | 2014 | als Sebastiaan van Bavel Trio                           |
| Like Father Like Son  | 2016 | als The Edison Duo (met Rob van Bavel)                  |
| Cosmic Dance          | 2016 | als Sebastiaan van Bavel Trio & Jasper Blom / Vera Naus |